# Патриха
Патриха — упразднённая в 2005 году деревня в Тайшетском районе Иркутской области России. Входила в состав Соляновского сельсовета. 

## География
Располагалась на левом берегу реки Бирюса в месте впадения в неё реки Танашет.

## История
Основана в 1922 г. По данным на 1926 год посёлок Патриха состоял из 7 хозяйств. В административном отношении входил в состав Таловского сельсовета Тайшетского района Канского округа Сибирского края.
В апреле 2005 г. деревня была «смыта» наводнением прошедшем по реке Бирюса. В результате стихийного бедствия пострадало 70 % домостроений, погибло 3 жителей, более 200 человек эвакуировано.
Упразднена в 2005 году.

## Население
По данным переписи 1926 года в посёлке проживало 36 человек (20 мужчин и 16 женщин), основное население — русские.
По данным Всероссийской переписи 2002 года в деревне проживало 227 человек (117 мужчин и 110 женщин).